# 小結芋螺
小結芋螺（学名：Conus tuberculosus）为芋螺科芋螺屬下的一个种。